# Johann Georg Wirsung

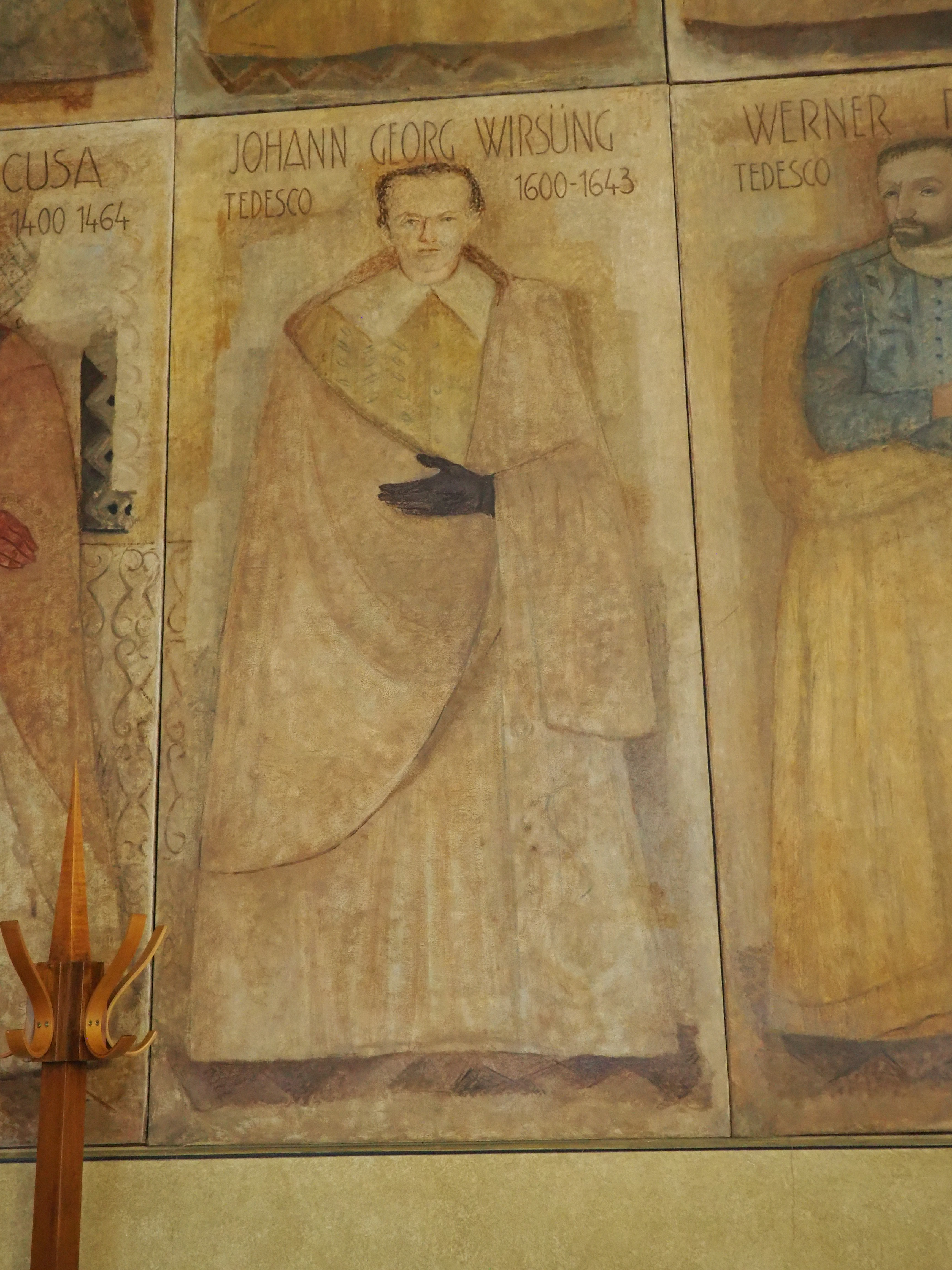
Johann Georg Wirsung, Gemälde im Palazzo del Bo, sala dei Quaranta, Padua

Johann Georg Wirsung (* 3. Juli 1589 in Augsburg; † 22. August 1643 in Padua) war ein deutscher Anatom.
Johann Georg Wirsung war Sohn eines Augsburger Arztes. Nach dem Studium der Philosophie und Medizin in Paris, wo Jean Riolan sein anatomischer Lehrer war, und Altdorf bei Nürnberg wurde er 1630 in Padua zum Dr. med. promoviert, wo er von 1630 bis 1642 als Prosektor und Professor der Anatomie wirkte.
Er beschrieb 1642 den nach ihm benannten Ausführgang der Bauchspeicheldrüse beim Menschen (Ductus pancreaticus, Wirsung-Gang, Ductus Wirsungianus), den er aber fälschlicherweise für ein Lymphgefäß des Darmes (bzw. einen „trüben Saft, der auf eine silberne Sonde wie ätzende Flüssigkeit wirkt“, enthaltenden Gang) hielt. Wirsung prägte eine anatomische Zeichnung dieses Ausführungsganges der Bauchspeicheldrüse auf einer Kupferplatte.
Wirsung wurde 1643 nachts vor seinem Haus hinterrücks erschossen, während er sich mit Freunden unterhielt. Es kamen mehrere Verdächtige in Frage, wahrscheinlich wurde er aber von Giacomo Cambier ermordet, der auch mit Hilfe von Wirsung als Prokurator der deutschen Artistenfakultät in Padua abgesetzt wurde, da Zweifel über seinen Charakter bestanden. Andere Verdächtige, die genannt wurden, waren der Mentor von Wirsung, Johann Wesling (1598–1649), der eifersüchtig über dessen Entdeckung des Bauchspeicheldrüsenausgangs gewesen wäre. Er wurde angeklagt, aber freigesprochen. Ein anderer Verdächtiger war der Student Moritz Hofmann, der bei der entscheidenden Sektion eines Mörders, bei der Wirsung seine Entdeckung machte, zugegen war und Jahre nach dem Tod von Wirsung behauptete, dass er diesem zuvor (1641) den Ausgang bei der Sektion eines Vogels gezeigt habe.